# Царёв, Степан Ионович
Степан Ионович Царёв (16 декабря 1882, д. Лапотково, Тульская губерния — 9 мая 1918, с. Ермак, Семипалатинская область) — революционер, комиссар Экибастузских угольных копей и заводов, член Павлодарского уездного Совета депутатов, первый почётный гражданин Экибастуза (1972).

## Биография
После смерти матери и осуждения отца на каторгу воспитывался с братом в приюте «Цесаревна Мария» для детей-сирот.
С 1904 года — на революционной работе. За активное участие в революции 1905—1907 годов был сослан в Вологду.
В 1908—1914 годы работал в Ташкенте в портняжной мастерской Кириллина. В этот период вместе с В.Сахаровым создал социал-демократическую группу, связанную с РСДРП и газетой «Правда», в которой был одним из корреспондентов. 9 декабря 1913 года в составе группы был арестован, содержался в Ташкентской тюрьме, в феврале 1914 года выслан из Ташкента. В течение 2 месяцев тайно жил в Москве, затем завербовался на рудник в Джезказган, где работал конторщиком.
С началом войны был призван в армию, служил ратником ополчения 2-го разряда (не воевал). Затем с семьёй жил в Карсакпае, с 1917 года — в Атбасаре.
Делегат (от Атбасарского совета депутатов) 3-го Западно-Сибирского съезда Советов (Омск, декабрь 1917). С марта 1918 года — в Экибастузе, где в качестве комиссара проводил активную работу по национализации угольных копей и железной дороги в Ермаке (ныне г. Аксу).
Убит контрреволюционерами 9 мая 1918 года в Ермаке. Похоронен 14 мая 1919 года в Павлодаре.

### Семья
Отец — Иона Феофанович Царёв, мать — Соломонида Матвеевна (?—1889).
- брат — Михаил (1886—?)[2].

Жена (с 1911) — Анна Васильевна Башкирова, дочь самарского крестьянина.
- четверо детей (Ольга умерла в детстве)[5].

## Память
- звание «Почётный гражданин города Экибастуза» (28.9.1971, посмертно)[2]
- Имя С. И. Царёва носят улицы в Экибастузе, Павлодаре, Аксу (переименована)[5].

Памятник комиссару Царёву установлен в Экибастузе 1 сентября 1978 на улице его имени (автор — художник С. П. Пантелеев). Также есть обелиск на месте гибели в городе Ермаке (нынешний Аксу).